# Lago San Jacinto
Lago San Jacinto (deutsch San-Jacinto-See; auch Represa de San Jacinto) ist ein Stausee auf dem Gebiet der bolivianischen Provinz Cercado (Tarija).

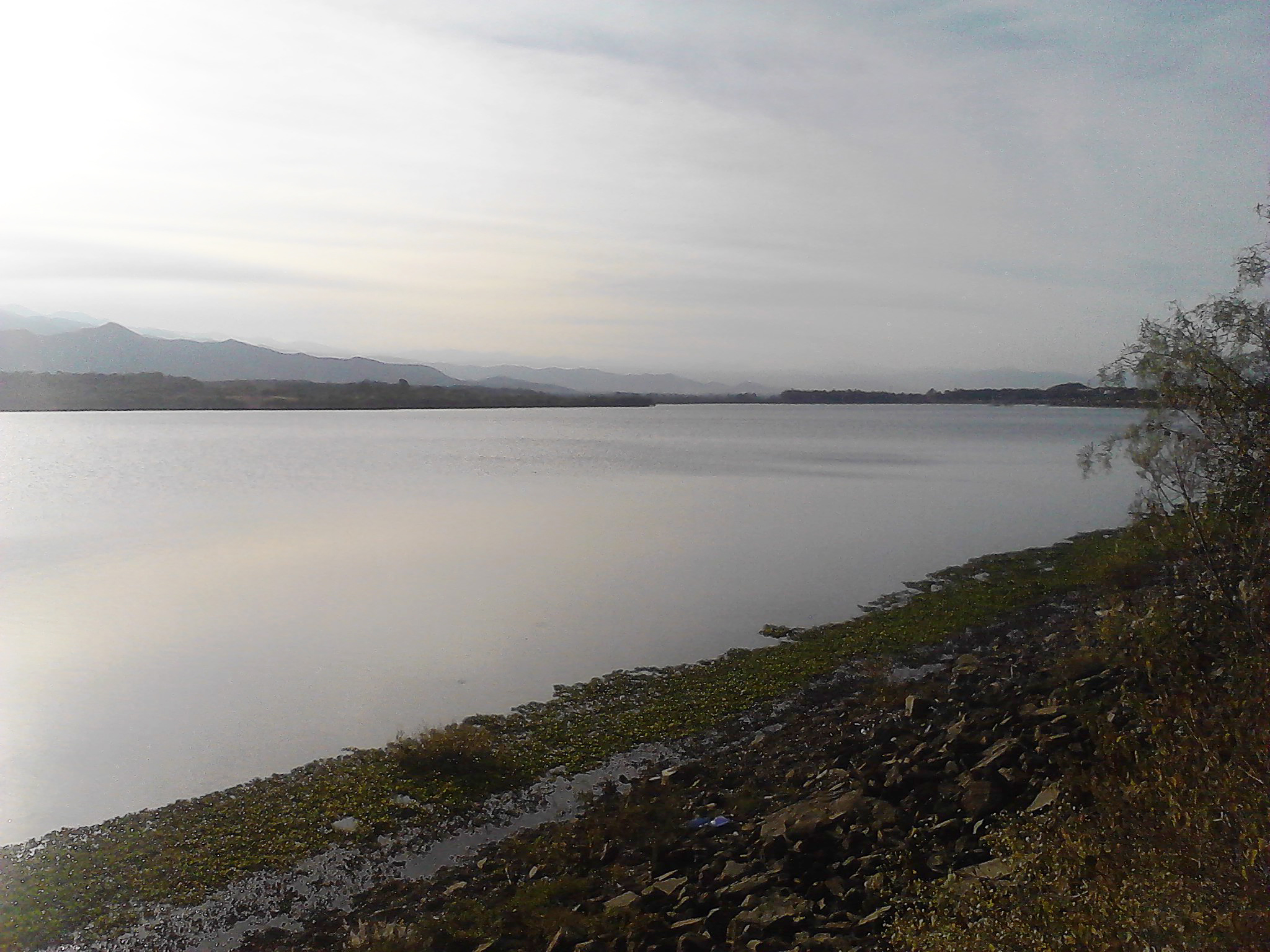
Lago San Jacinto, nordöstlicher Teil

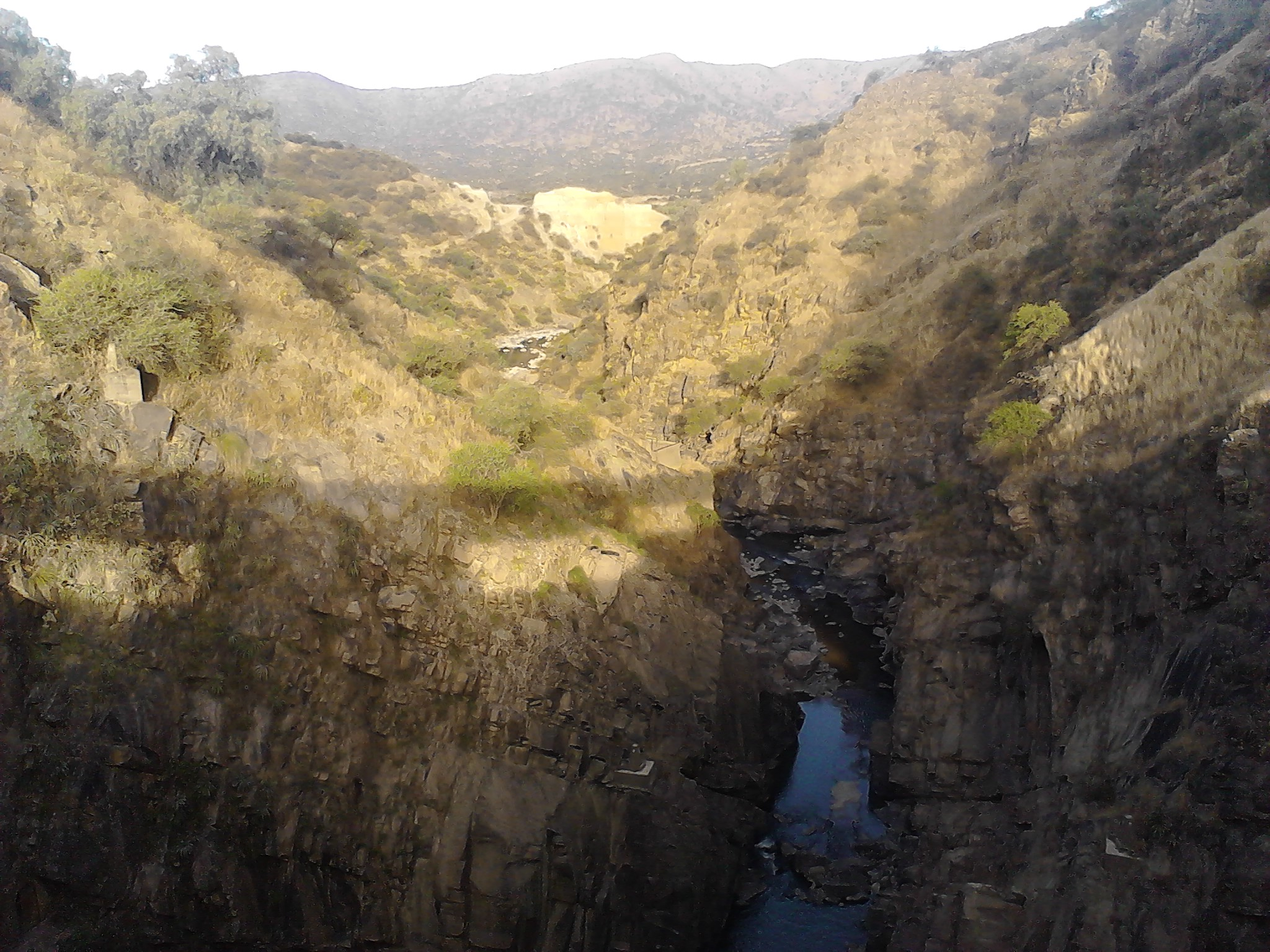
Entwässerung des Stausees

## Geografie
Der See befindet sich wenige Kilometer südwestlich der Kernstadt von Tarija und ist von dort in wenigen Minuten per Mikrobus oder Auto zu erreichen. Auch einer der wenigen Fahrradwege der Provinz führt direkt zum Stauwehr des Sees. Seine Ausdehnung in Südwest-Nordost-Richtung ist etwa 3 Kilometer, die Breite im Schnitt etwa 400 bis 800 Meter. Gespeist wird der See von mehreren kleinen Flüssen, die ihren Ursprung primär in der Cordillera de Sama haben. Die Entwässerung erfolgt in südöstlicher, danach östlicher Richtung in den Río Nuevo Guadalquivir. Südlich des Gewässers schließt sich das Einzugsgebiet des Río Camacho an, der sich etwa 10 Kilometer weiter südöstlich mit dem Guadalquivir verbindet.

## Bedeutung für die Region
Im Rahmen des Großprojekts „Proyecto Múltiple de San Jacinto“ von 2015 betreibt der staatliche Stromnetzbetreiber ENDE und das Departamento Tarija gemeinsam eine Wasserkraftanlage mit zwei Francis-Turbinen und insgesamt 8 Megawatt Leistung.
Das Wasser des Sees stellt auch ein wichtiges Süßwasserreservoir für die Provinzen Cercado und Avilés dar. Obwohl es als relativ stark kontaminiert gilt, wird es zur Bewässerung der landwirtschaftlichen Flächen, als Löschwasser bei Waldbränden und teilweise auch für die Trinkwasserversorgung der Anrainer genutzt. Außerdem gibt es öffentliche Fischzucht-Programme und eine zugehörige Baumschule.
Zum Baden wird der Stausee praktisch nicht genutzt. Allerdings werden gelegentlich Schwimmwettbewerbe etwa im Rahmen eines Triathlons abgehalten.  Daneben lassen sich Gäste gern mit kleinen Ruderbooten zur Seemitte und zurück bringen. Trotz seiner Defizite stellt der Stausee ein beliebtes Ausflugsziel dar und Vorschläge zur weiteren Steigerung der touristischen Attraktivität werden regelmäßig diskutiert. Einfache Gaststätten bieten etwa Fischgerichte, Krebse und Chirreadas (Mais-basierte Crêpes).
Außerdem ist am Ostufer das Messegelände angesiedelt. Einmal im Jahr findet dort die große Gewerbe- und Handelsausstellung ExpoSur (auch FexpoSur oder FexpoTarija genannt) statt, zu der auch lokale und überregionale Musik- und Show-Stars für abendliche Konzerte und Darbietungen eingeladen werden. Zum Lago San Jacinto führt einer der wenigen gut ausgebauten Fahrradwege der Region.

## Historisches
Nahe dem See bei der Ortschaft Tolomosa Grande war am 15. April 1817 der Schauplatz der entscheidenden und von Gregorio Aráoz de La Madrid angeführten Schlacht Batalla de la Tablada, deren Jahrestag als Feiertag des Departamentos begangen wird.